# Moisés Villarroel Angulo
Moisés Villarroel Angulo (Santa Cruz de la Sierra, 7 de septiembre de 1998) es un futbolista boliviano. Juega como centrocampista en Blooming de la Primera División de Bolivia.

## Clubes
| Club                 | País     | Año               |
| -------------------- | -------- | ----------------- |
| Blooming             | Bolivia  | 2013 - 2015       |
| Universidad de Chile | Chile    | 2015 - 2016       |
| Bolívar              | Bolivia  | 2016              |
| Oriente Petrolero    | Bolivia  | 2017              |
| Bolívar              | Bolivia  | 2018              |
| Jorge Wilstermann    | Bolivia  | 2019 - 2022       |
| Bolívar              | Bolivia  | 2022 - 2023       |
| Águilas Doradas      | Colombia | 2023              |
| Guabirá              | Bolivia  | 2024              |
| Blooming             | Bolivia  | 2024 - Actualidad |

## Palmarés

### Títulos nacionales
| Título             | Club                 | País    | Año  |
| ------------------ | -------------------- | ------- | ---- |
| Supercopa de Chile | Universidad de Chile | Chile   | 2015 |
| Copa Chile         | Universidad de Chile | Chile   | 2015 |
| Torneo Clausura    | Jorge Wilstermann    | Bolivia | 2019 |

## Selección nacional

### Participaciones en Copa América
| Torneo            | Sede   | Resultado      | Partidos | Goles |
| ----------------- | ------ | -------------- | -------- | ----- |
| Copa América 2021 | Brasil | Fase de grupos | 3        | 0     |